# 葦嶽山
葦嶽山（あしたけやま）は、広島県庄原市の東部、本村町に位置する山である。標高815m。地元では神武天皇陵と伝えられていた。

## 「日本のピラミッド」説
中腹部から山頂付近にかけ人工的に積み上げたようにも見える岩の形跡などのあることから、"日本ピラミッド"の別名がある。
これは1934年、オカルト研究者の酒井勝軍が「葦嶽山はピラミッドである」、それも「2万3千年前の世界最古のピラミッド」であると唱えたことによる。これが酒井勝軍の唱える「日本ピラミッド」の第1号となり、あわせて、全国の新聞に発表され、「日本ピラミッド」として知られるようになった。
本来のピラミッドは「山を利用したもの」であり、エジプトなどのように山のない土地では石を積み重ねてそれを造った…という説である。
なお、日本の山をピラミッドとする説は多々あり、長野県の皆神山や秋田県の黒又山などが知られている。無論、これらの説に考古学的な裏付けはない。